# Josep Xicota Mateos
Josep Xicota Mateos (31 de desembre de 1953 - 16 de maig de 2017) fou un periodista i locutor de ràdio català.
Xicota fou un periodista que exercí la seva professió en diversos mitjans de comunicació. Entre altres, va exercir de corresponsal per a mitjans com ara TVE, Segre i La Mañana. Com a locutor de ràdio, va estar vinculat a Ràdio Seu al llarg de prop d'una dècada, entre els anys 1993 i 2002, on el 1996 va impulsar el programa-concurs 'Carretera i Manta', un magazín estiuenc caracteritzat per la participació, els obsequis per als oients i les entrevistes sobre temes d'actualitat de l'estiu a La Seu d'Urgell i a l'Alt Urgell, que amb els anys es convertí en un dels espais de referència de la ràdio urgellenca. També fou el creador d'una pàgina d'internet dedicada a temes de la Seu, amb nombrosos reportatges fotogràfics d'esdeveniments de la ciutat i imatges antigues. Des del 2006, residí a Manresa, on entre altres projectes va impulsar i coordinar «Manresa a cop d'ull», un bloc d'internet dedicat a la història i el patrimoni de la capital del Bages. En la mateixa línia, també era administrador del perfil de Facebook «No ets de Manresa si...» i aquest any passat havia editat un vídeo amb imatges històriques de la ciutat. El 2016 edità un vídeo amb imatges històriques de la capital del Bages.